# Villa Marioni Pullè

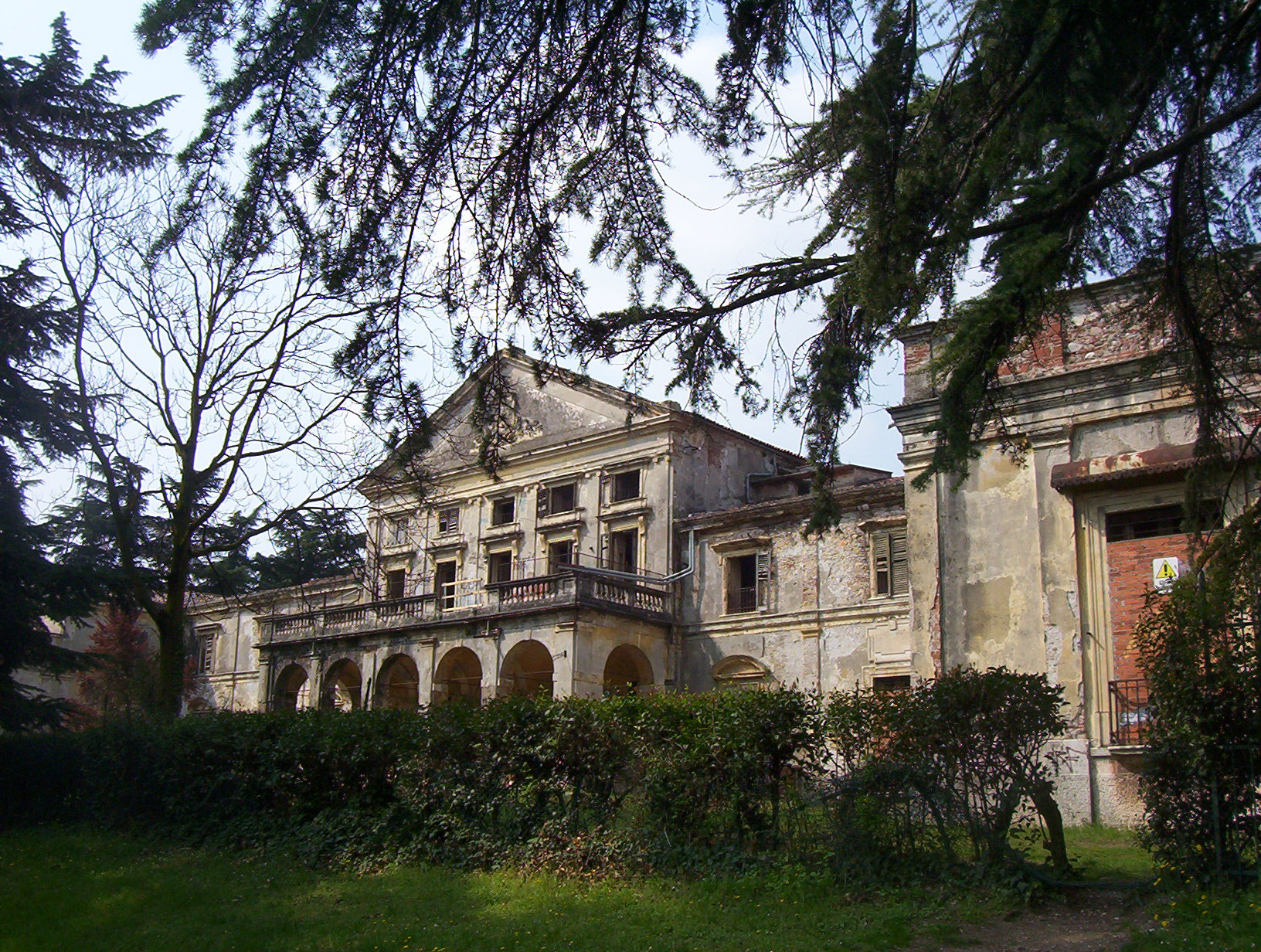
Ruïne van de Villa Marioni Pullè in Verona, Italië

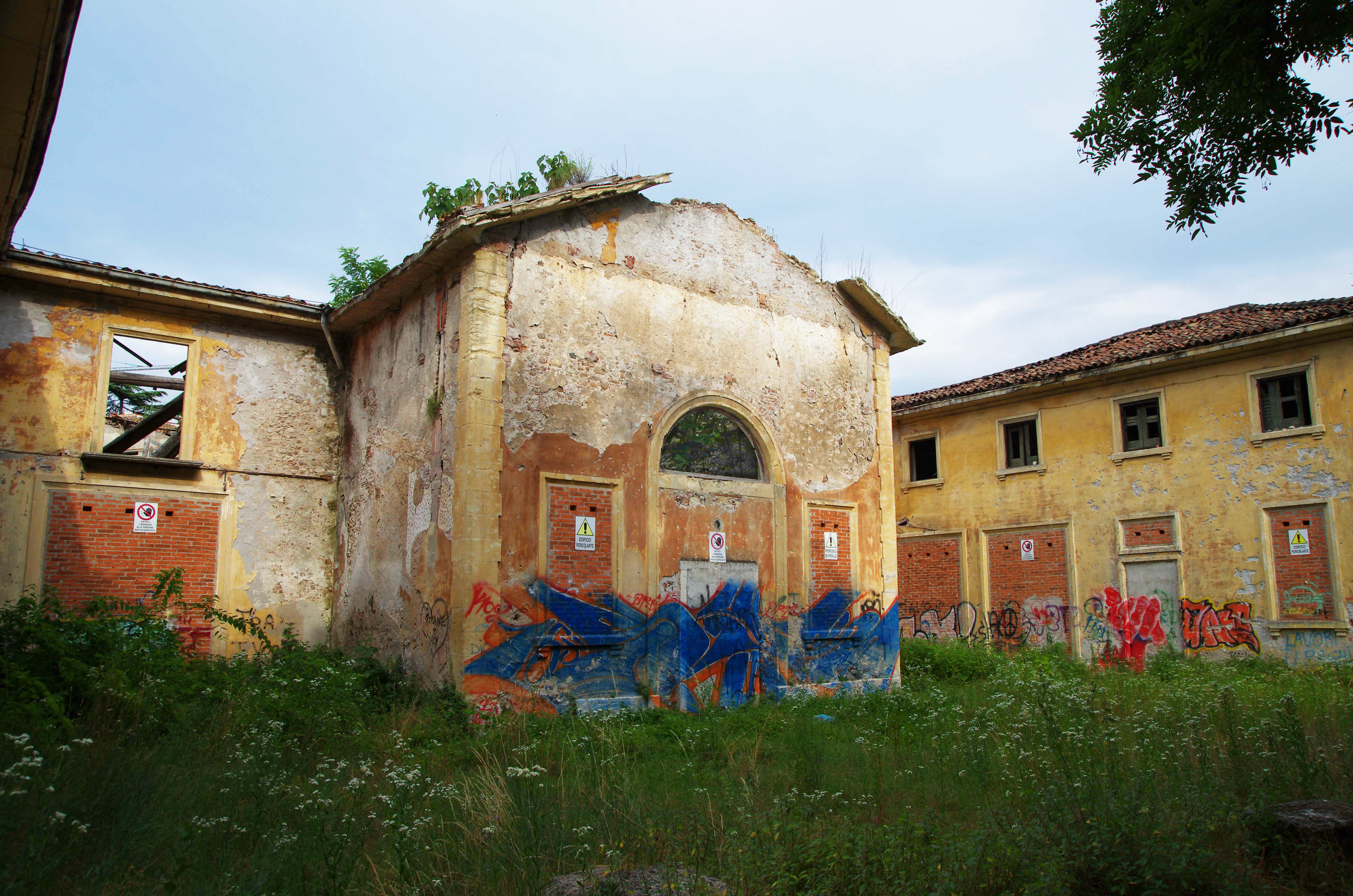

Villa Marioni Pullè was een landhuis in Verona, een stad in de Noord-Italiaanse regio Veneto. Meer bepaald staat de ruïne van de Villa Marioni Pullè in de buitenwijk Chievo.

## Naam
De volledige naam van de villa wordt soms aangegeven als Villa Pellegrini Marioni Pullè. Deze drie families waren achtereenvolgens eigenaar van de huidige versie van de villa vanaf het einde van de 18e eeuw tot begin 20e eeuw.

## Historiek
De eerste villa dateert van de 17e eeuw, in de periode dat handelaars uit Verona hun villa bouwden in de wijk. 
De huidige versie dateert van de jaren 1780: architect Ignazio Pellegrini liet een classicistisch landhuis neerzetten met twee grote zijvleugels en een zijgebouw voor het huispersoneel. Van het 17e-eeuws gebouw bleef niet veel over. Voor de voorgevel verrees op het gelijkvloers een portiek. Bovenop de hoogste verdieping kwamen er standbeelden van Griekse goden. Er werden fresco’s binnen in de salons aangebracht aan de hand van Angelo Da Campo. Het park werd aangelegd nadat een zijrivier van de Adige kon afgeleid worden om het nodige water te voeren naar het park. Het was de familie Pellegrini, geen familie van de architect, die de bouwheer was van dit riante landhuis buiten het centrum van Verona. Verona behoorde tot de republiek Venetië.
Na de familie Pellegrini woonde de familie Marioni in de villa. Nadat de republiek Venetië was afgeschaft, tijdens het Frans bestuur, bleef de villa leeg staan op vraag van Napoleon Bonaparte, koning van Italië. De villa bleef zogenaamd ter beschikking van het koningshuis Bonaparte.
In 1873 werd graaf Leopold Pullè eigenaar van de Villa Marioni Pullè. Onder zijn impuls kende de villa haar hoogtepunt in praal en feestelijkheden. De graaf was verzot op theater. Hij gebruikte de theaterzaal van de villa, die nog dateerde van de tijd van de familie Marioni, ter vermaak van zijn gasten. Leopold Pullè liet er zowel theaterstukken opvoeren als concerten van kamermuziek. De graaf ontving koning Umberto I van Italië in 1897; er zijn foto’s bewaard van de met Italiaanse vlaggen versierde salons, alsook de menukaart voor het banket ter zijner ere.
Na de Eerste Wereldoorlog verkocht gravin Elvira Miniscalchi-Erizzo de villa (1919) aan de Cassa di Previdenza, een pensioenfonds. In de verkoopakte verbond het pensioenfonds er zich toe het domein in te richten als sanatorium. Dit gaf ongerustheid in de wijk en, mede door financiële problemen, werd het landhuis een hersteloord voor zieke kinderen. De brandweer maakte een einde aan de exploitatie in 1959 omdat het gebouw verkrotte en ongeschikt was voor zieke kinderen. Sindsdien liet de Cassa di Previdenza de Villa Marioni Pullè verkommeren. De gemeente verplichtte hen in 1979 om het park te openen voor het publiek. Het resultaat was nog meer vandalisme, graffiti en vernielingen aan de fresco’s. Bij ministerieel besluit werd de Villa Marioni Pullè met het ommuurde park in 1998 erkend als nationaal erfgoed van Italië. De verloedering gaat verder.

## Foto's van betere tijden (1897)

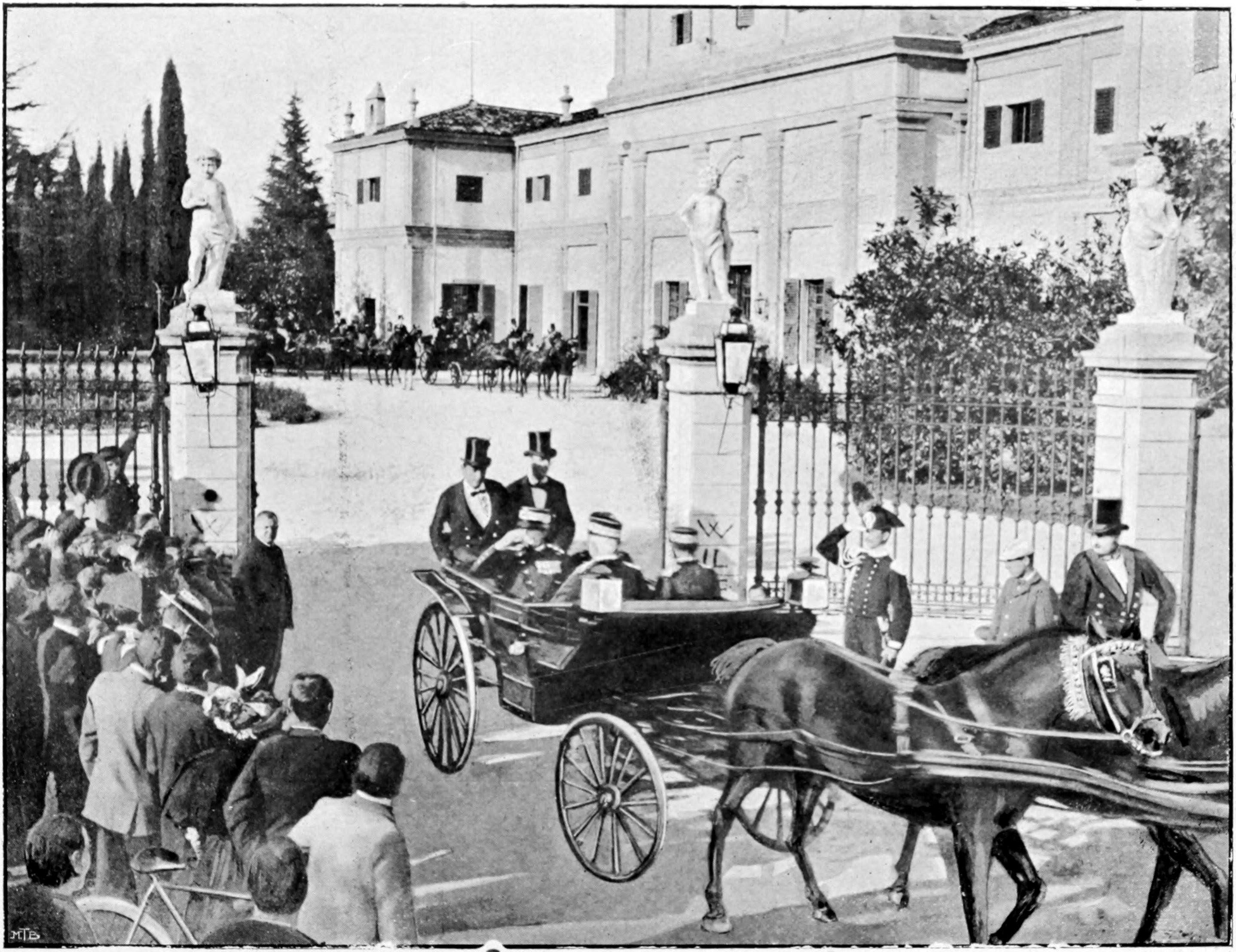
Koninklijk bezoek in 1897
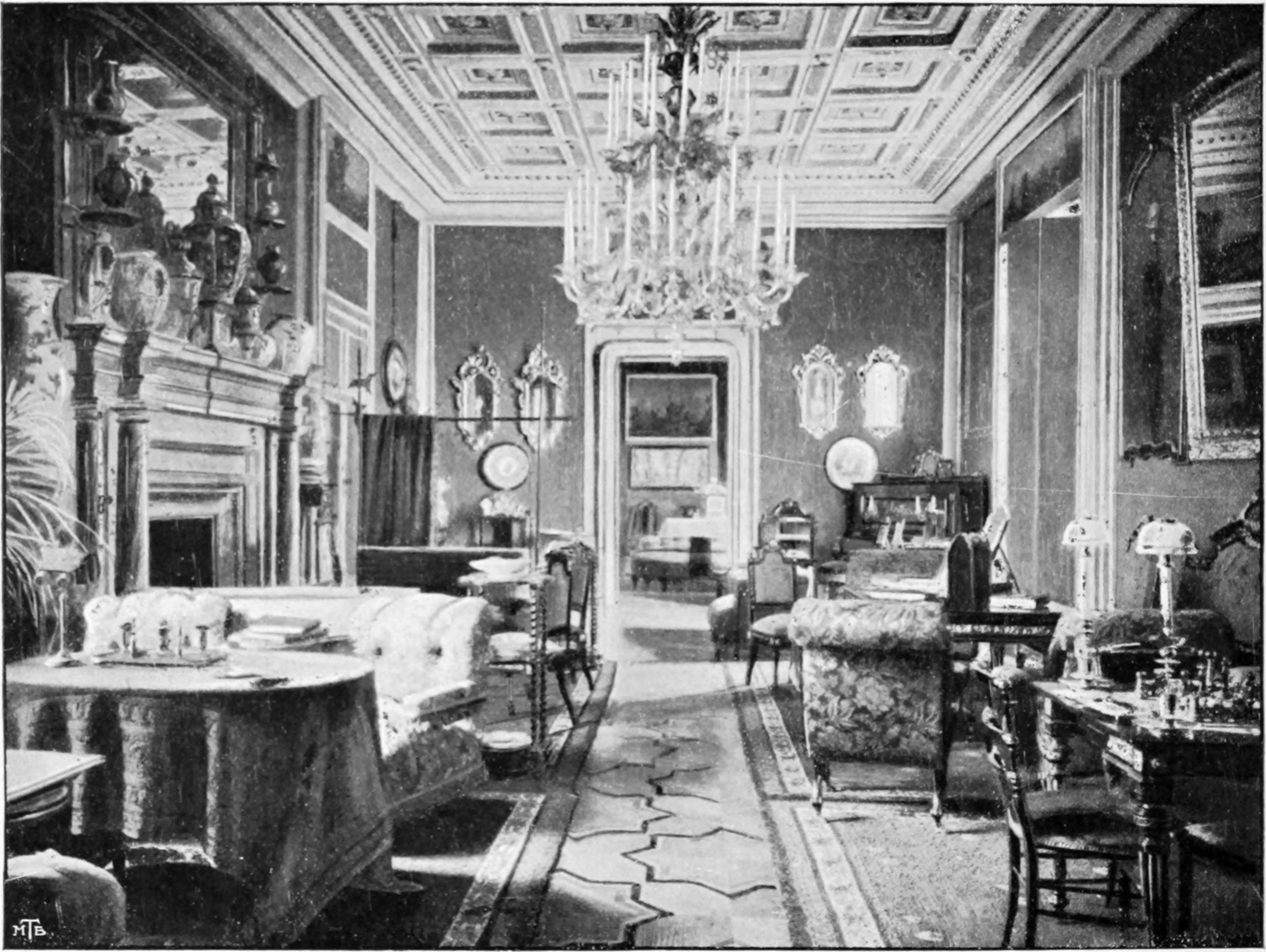
een salon
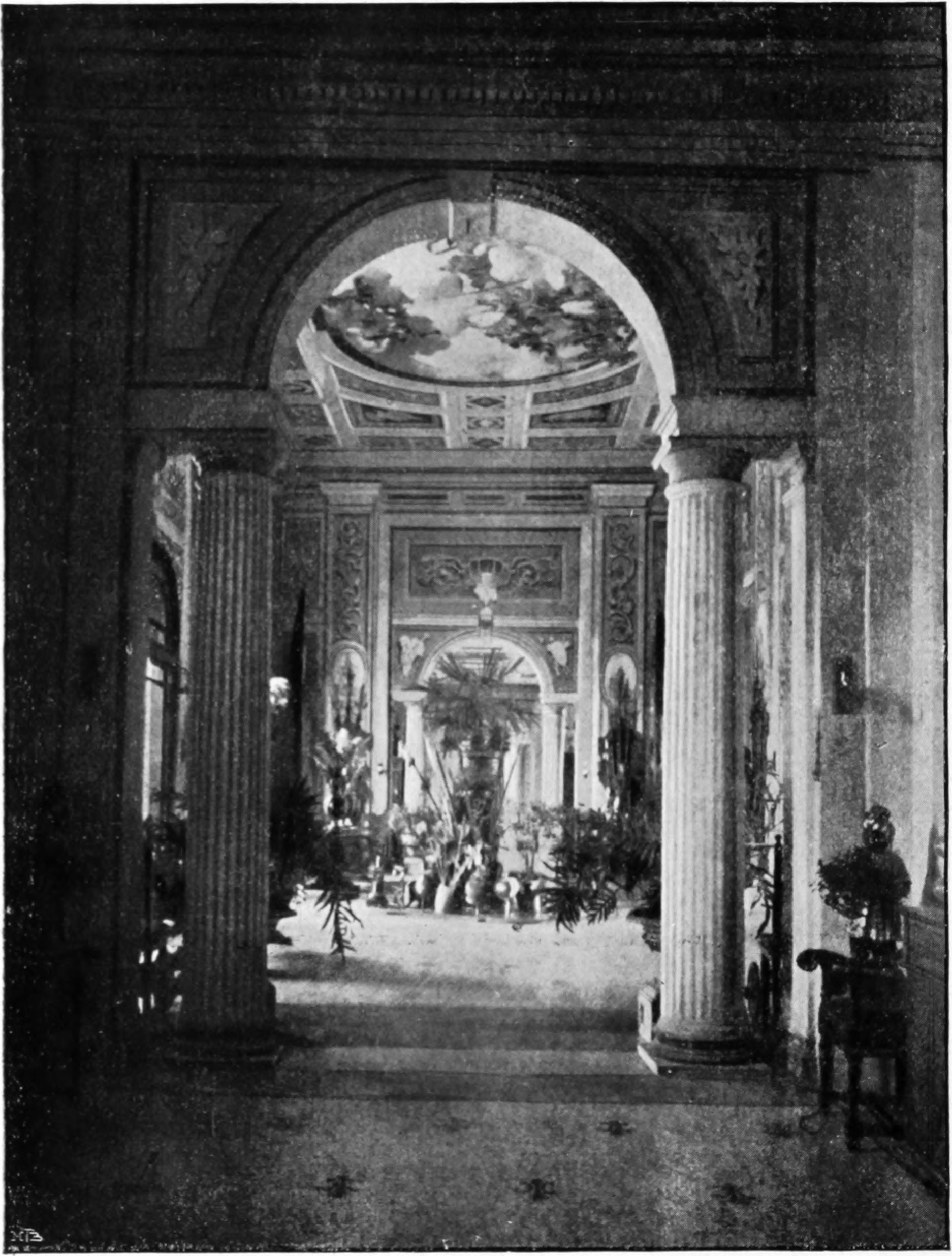
fresco's in de hall
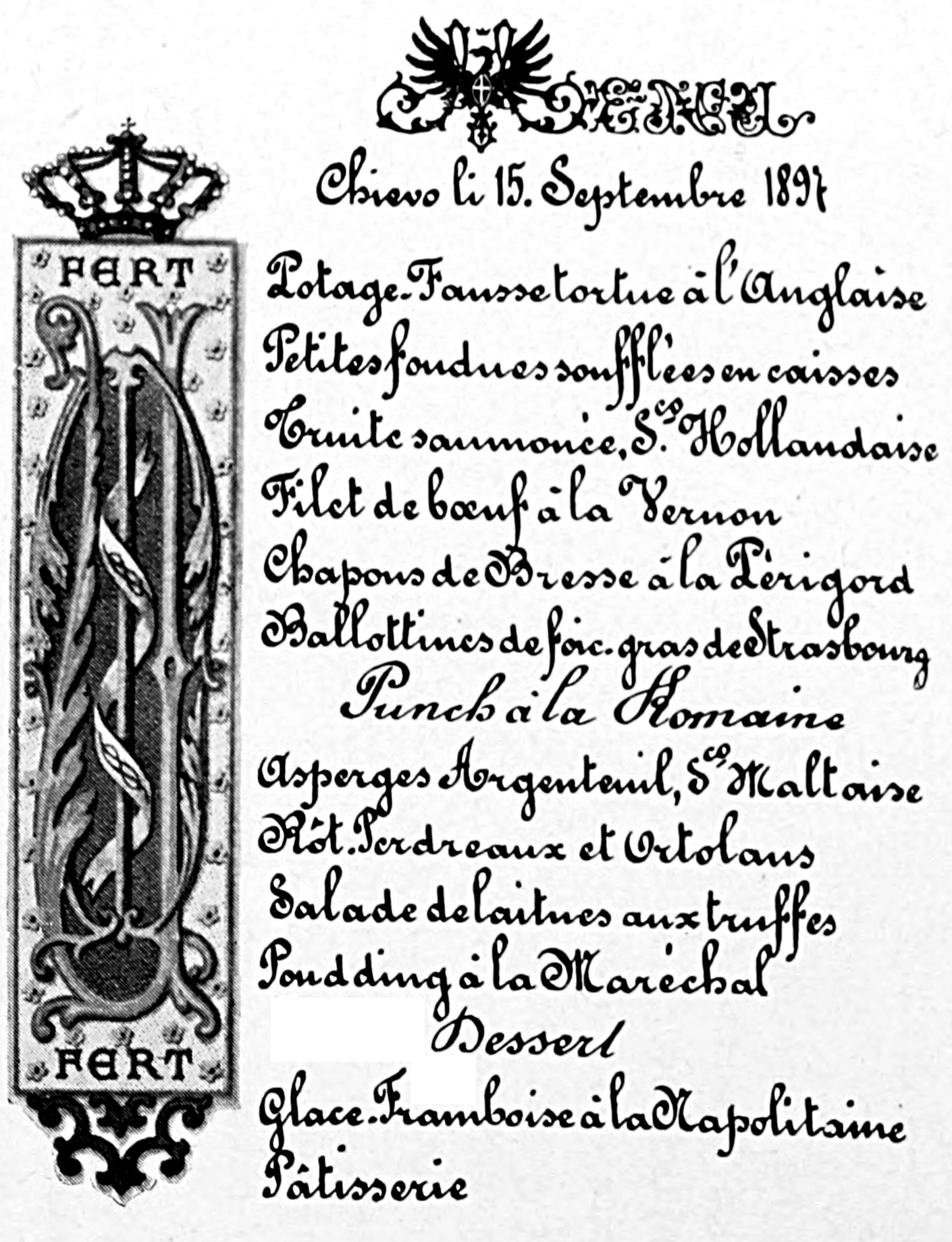
Menu 12-gangen banket